# Mariusz Kozarzewski
Mariusz Kozarzewski (ur. 1 stycznia 1994, zm. 23 sierpnia 2017) – polski motoparalotniarz, członek polskiej kadry narodowej.

## Życiorys
Studiował na kierunku gospodarka przestrzenna na Wydziale Leśnym Szkoły Głównej Gospodarstwa Wiejskiego w Warszawie. Motoparalotniarstwem zajmował się od 2015, zaś w zawodach w klasie PF1 zaczął startować już w 2016. Należał do Stowarzyszenia Grupa Falco 2. W 2016 zajął pierwsze miejsce w klasyfikacji generalnej Polskiej Ligi Motoparalotniowej, jednocześnie w trakcie Motoparalotniowego Pucharu Polski (PLMP) zajmując I miejsce klasyfikacji ogólnej, I miejsce w nawigacji oraz II miejsce „sprawnościowe”. Był członkiem motoparalotniowej kadry narodowej Aeroklubu Polskiego, do której został powołany na sezon 2017. Zginął w trakcie 6. Motoparalotniowych Mistrzostw Europy w Czechach, w miejscowości Moravský Žižkov w powiecie Brzecław.